# Alexander Nasmyth
Alexander Nasmyth (1758-1840) fou un paisatgista i retratista escocès. Va treballar sobretot a Edimburg, i també a Londres. Tot i això, a Itàlia va descobrir el seu interès pels paisatges, deixant els retrats en segon terme. Nasmyth, pare de la paisatgística escocesa, combinava classicisme i naturalisme, i fou amic de Robert Burns. Va tenir fills i filles artistes, destacant en Patrick, conegut com el "Hobbema anglès", i en James, enginyer i pintor.

## Galeria

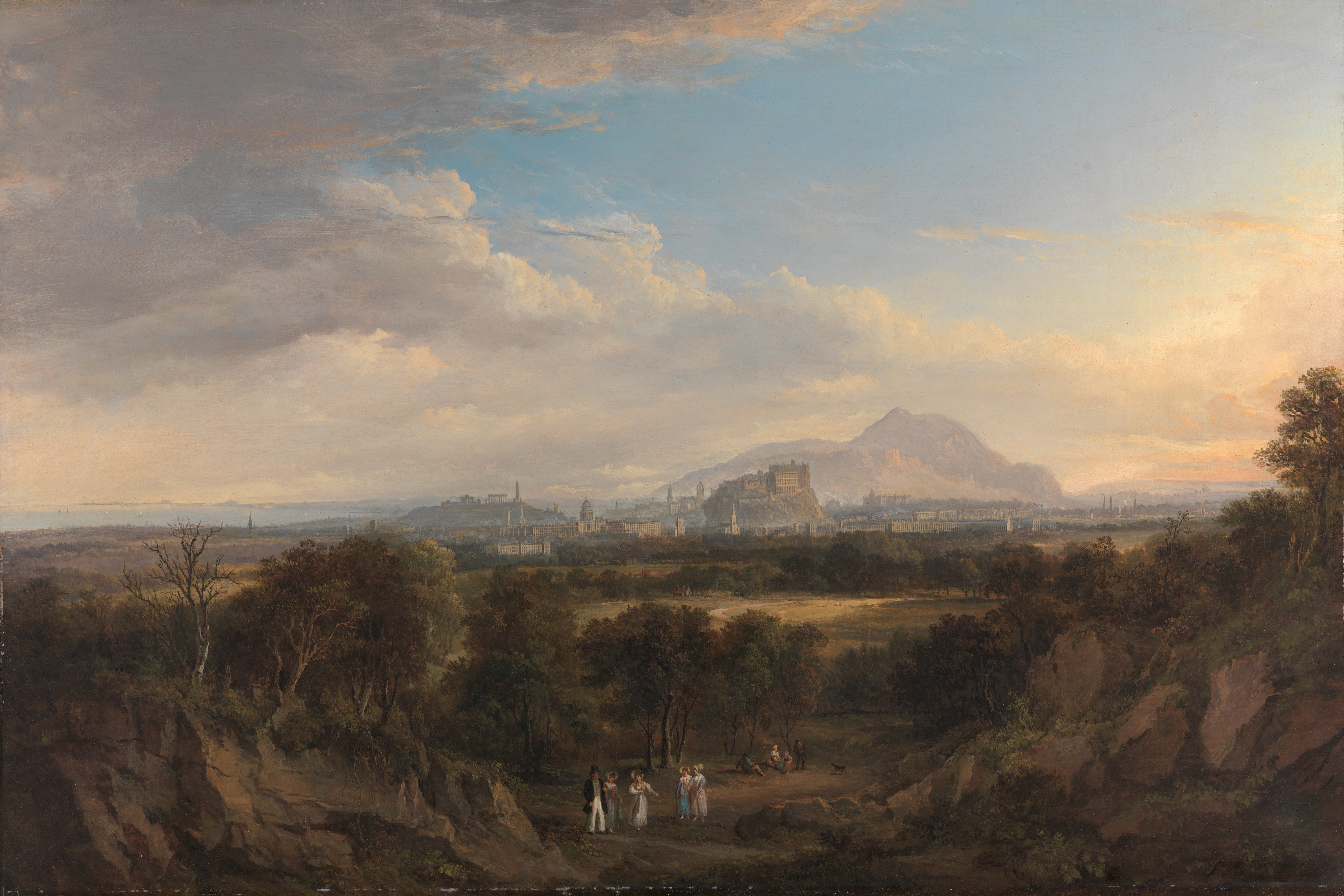
A View of Edinburgh from the West (1822 - 1826)
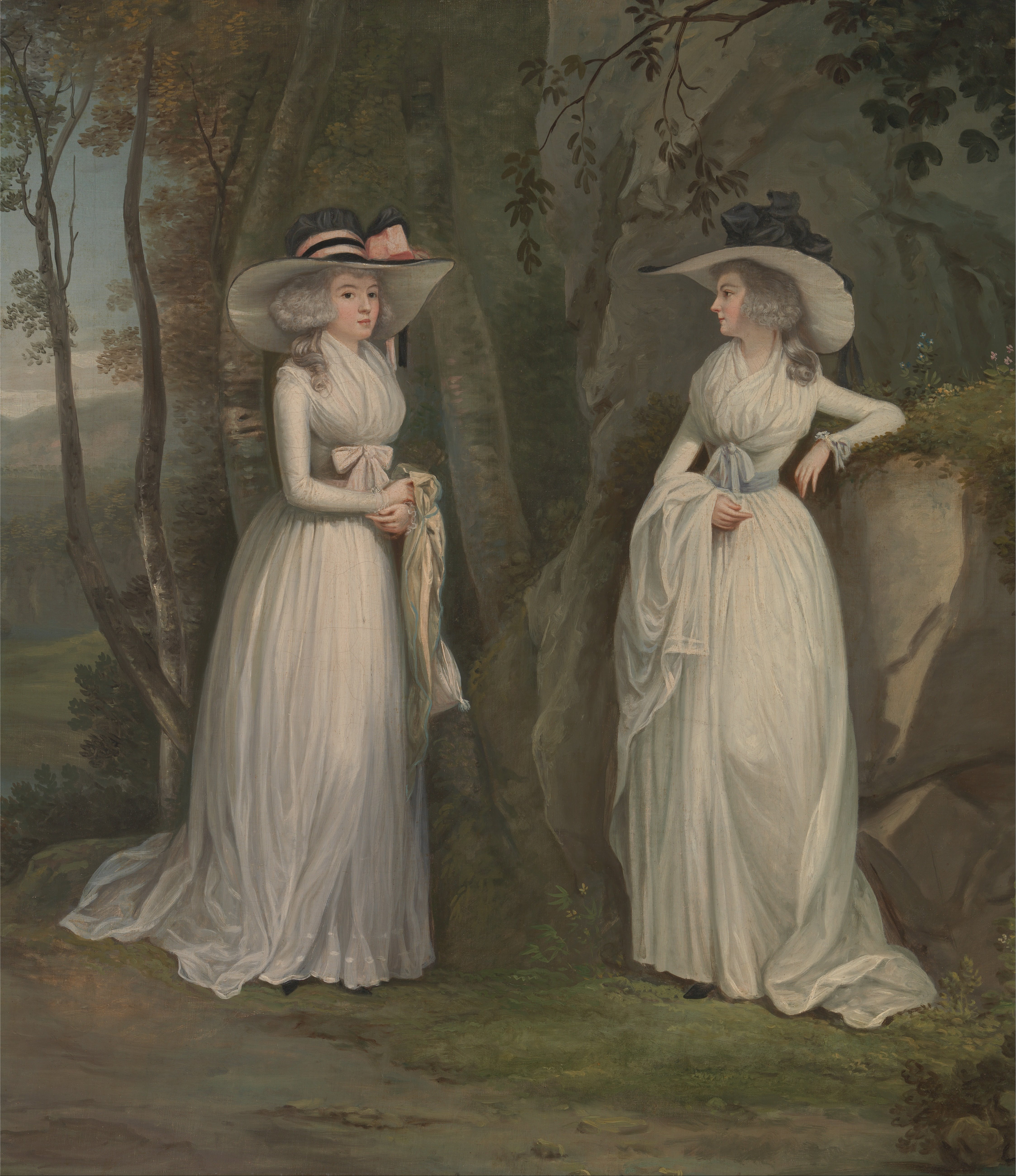
Eleanor and Margaret Ross (entre 1785 i 1790)
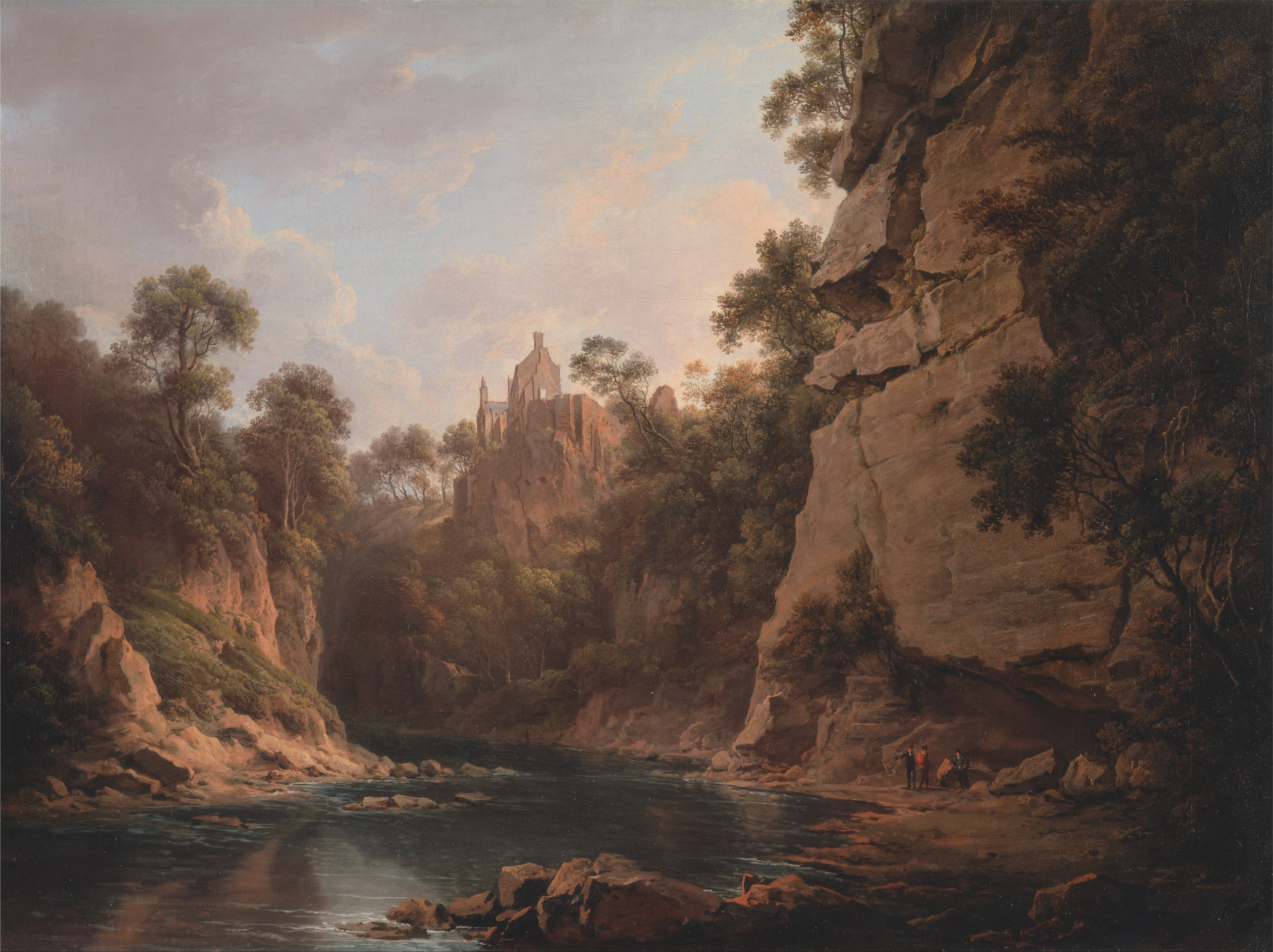
Hawthornden Castle, near Edinburgh (entre 1820 i 1822)
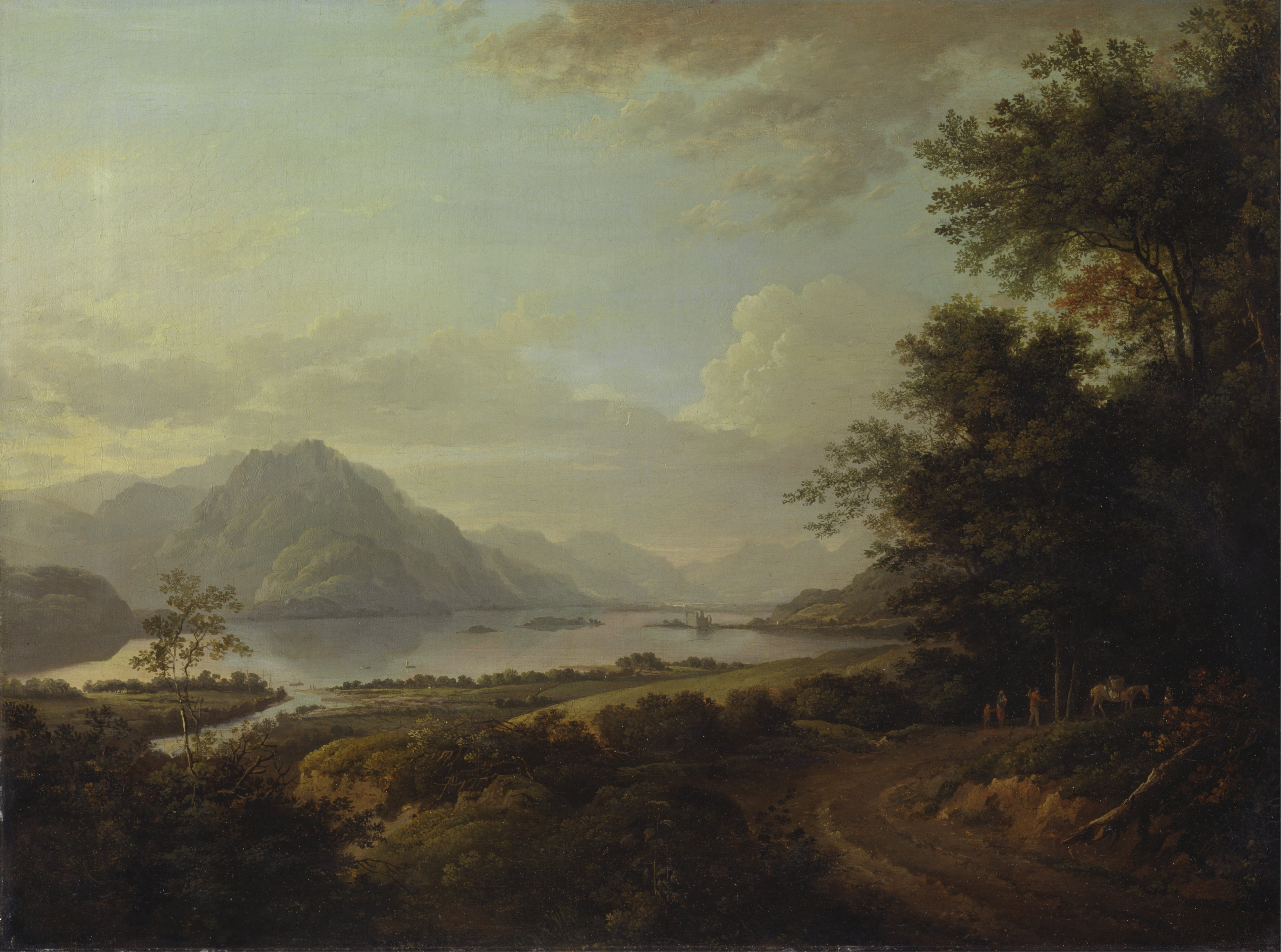
Loch Awe, Argyllshire (vers 1785)
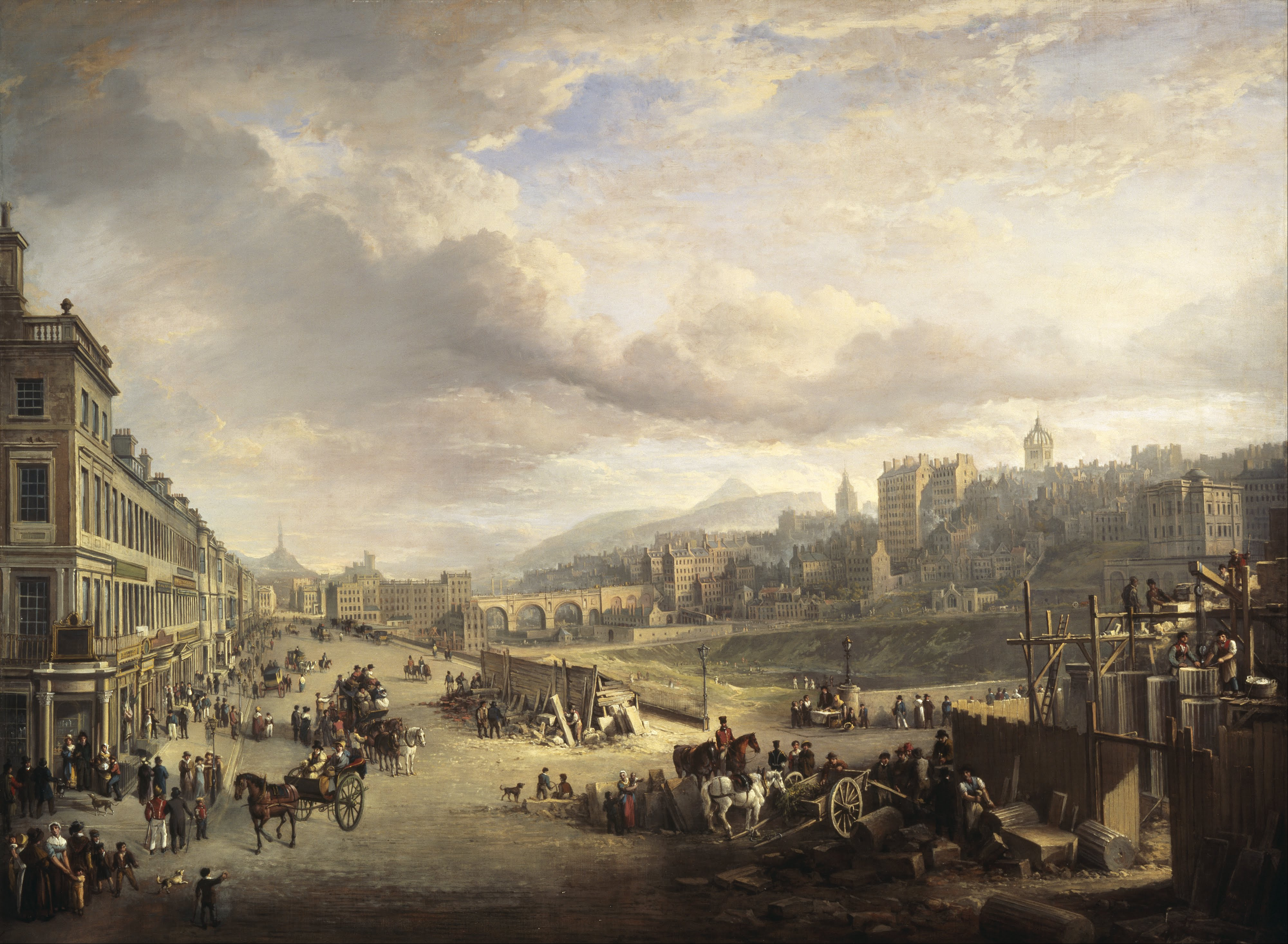
Princes Street with the Commencement of the Building of the Royal Institution (1825)
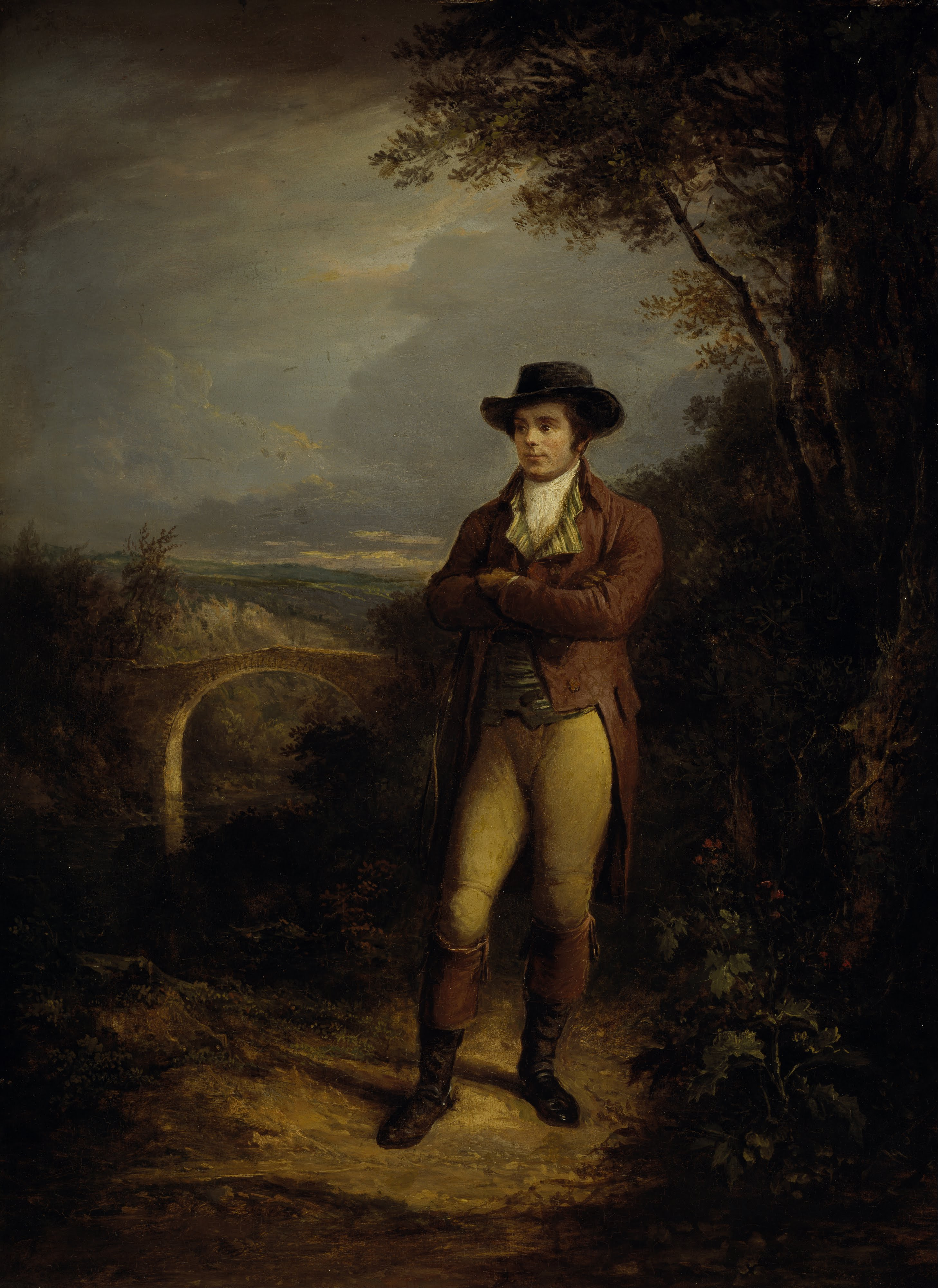
Robert Burns, 1759 - 1796. Poet (1828)
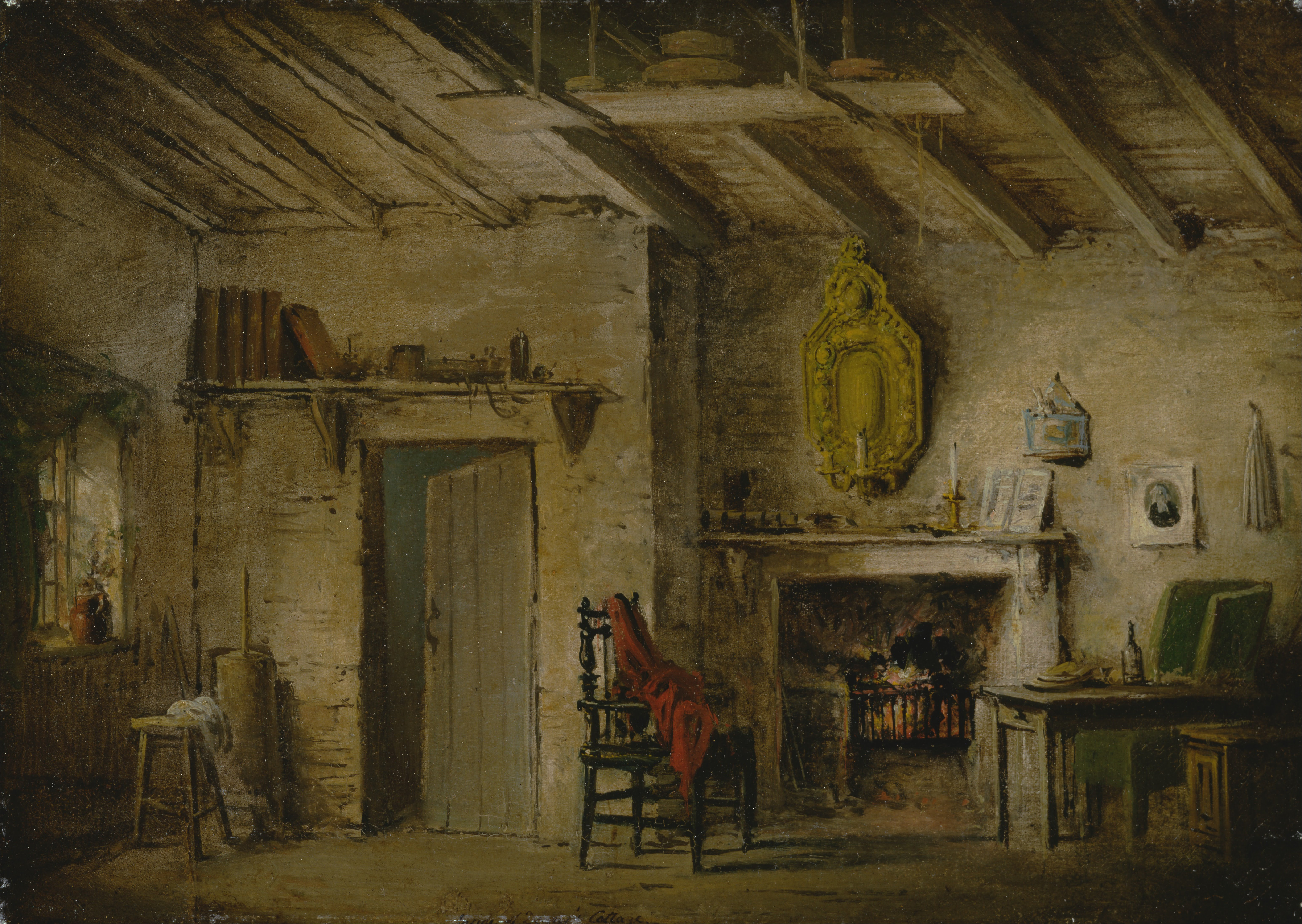
Stage Design for Heart of Midlothian; Deans' Cottage (cap al 1819)
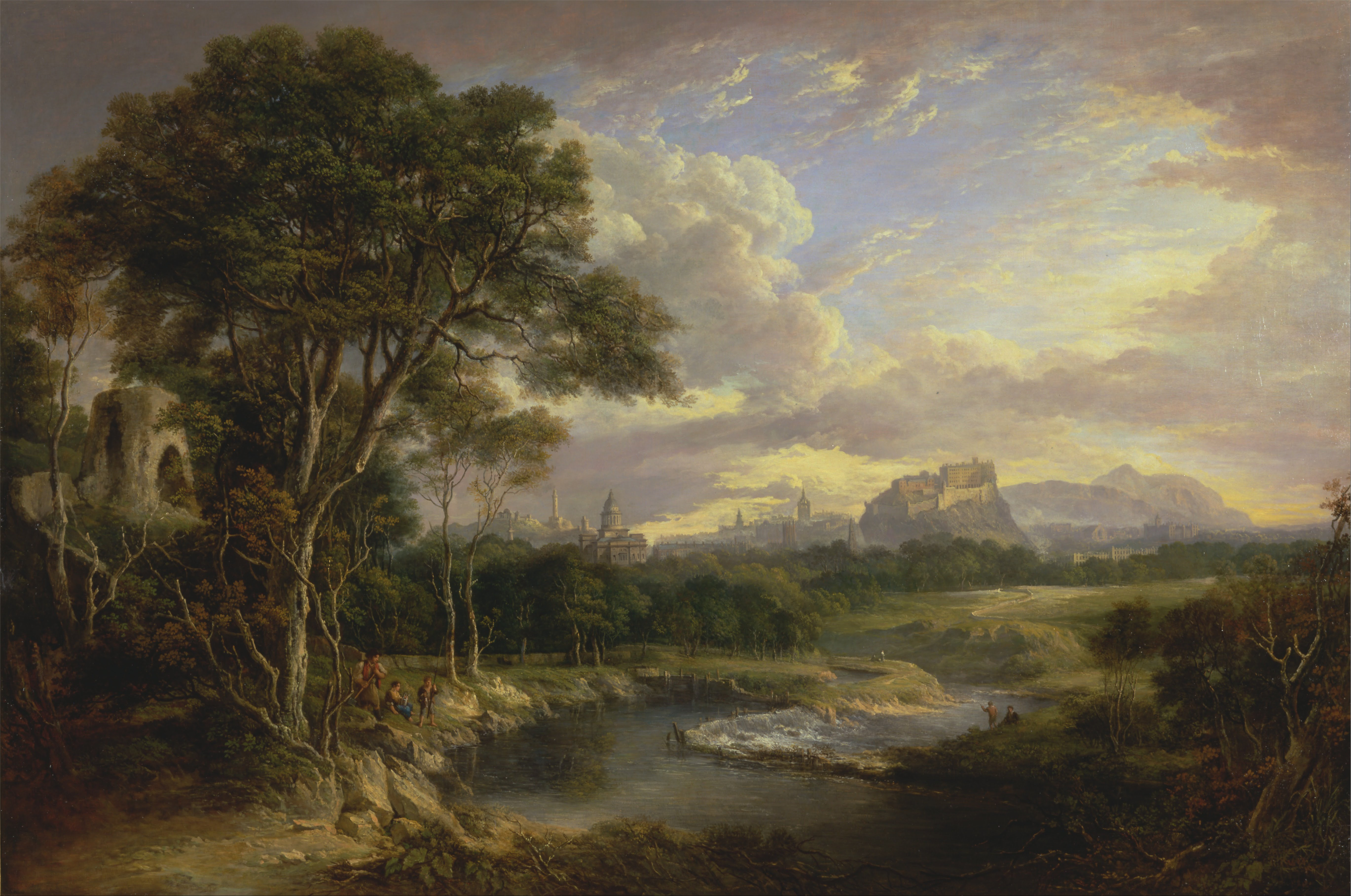
View of the City of Edinburgh (cap al 1822)
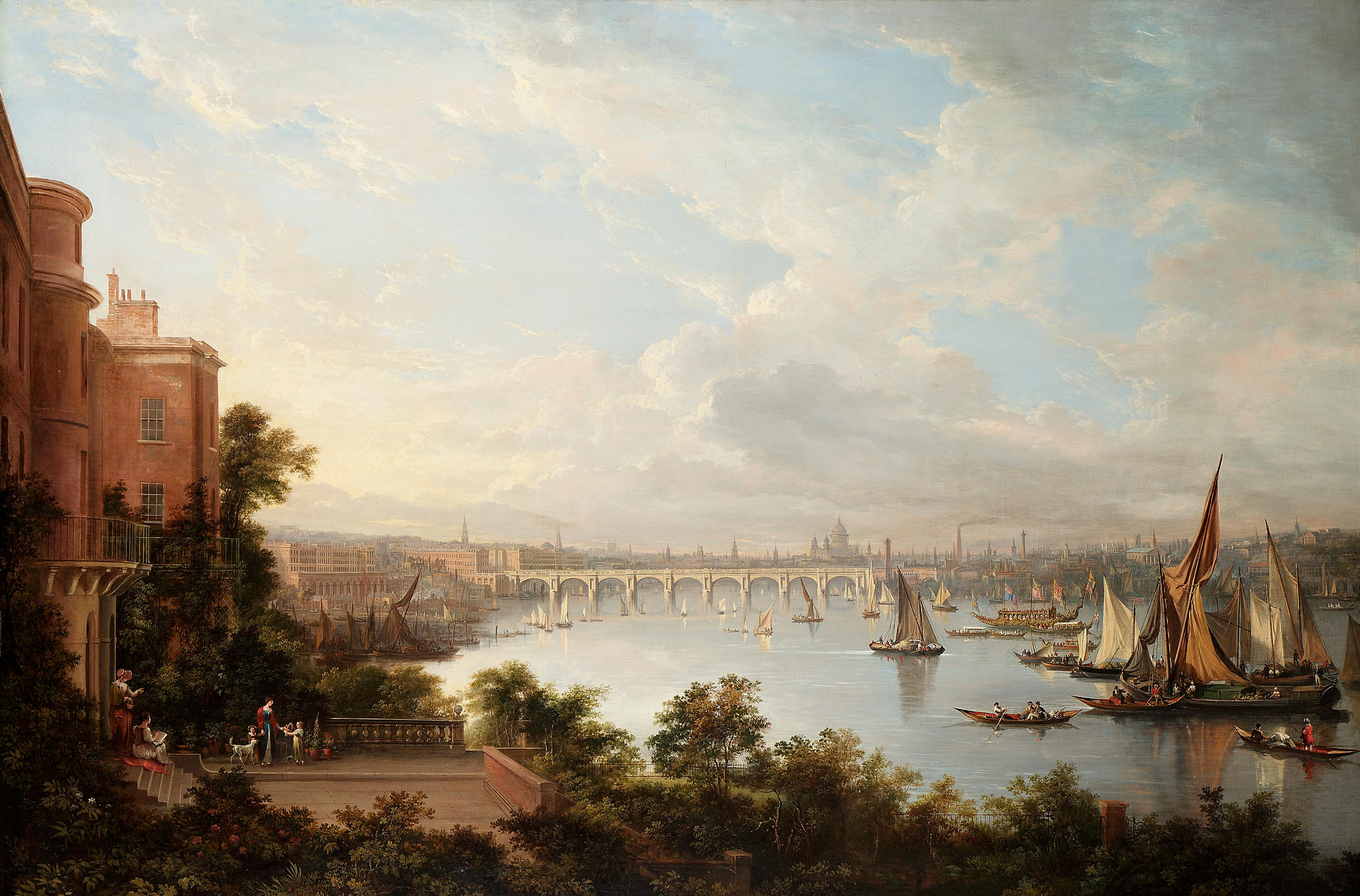
A prospect of London, seen from the Earl of Cassilis's privy garden, with Waterloo bridge beyond (1826)
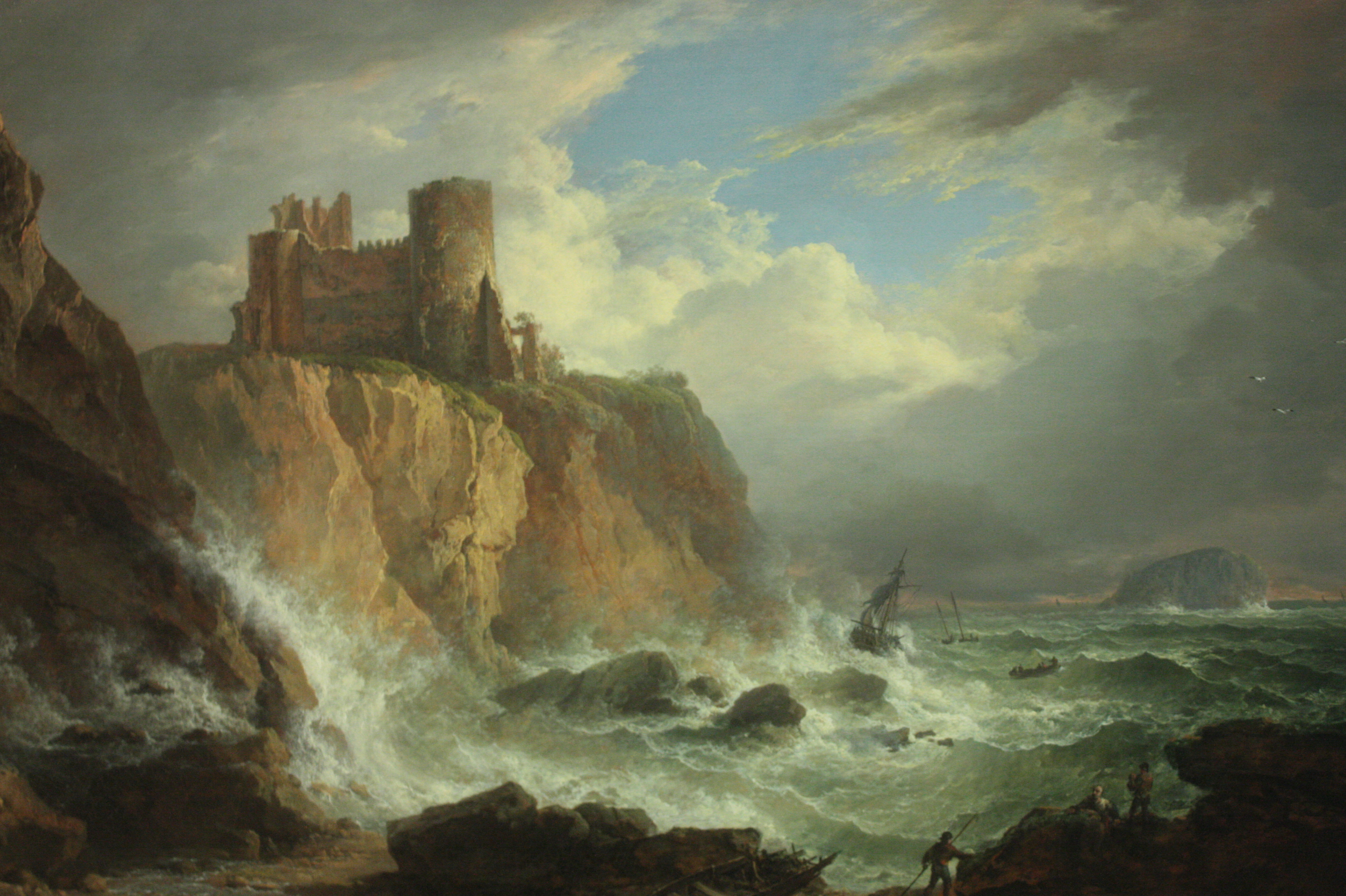
View of Tantallon Castle and the Bass Rock by Alexander Nasmyth
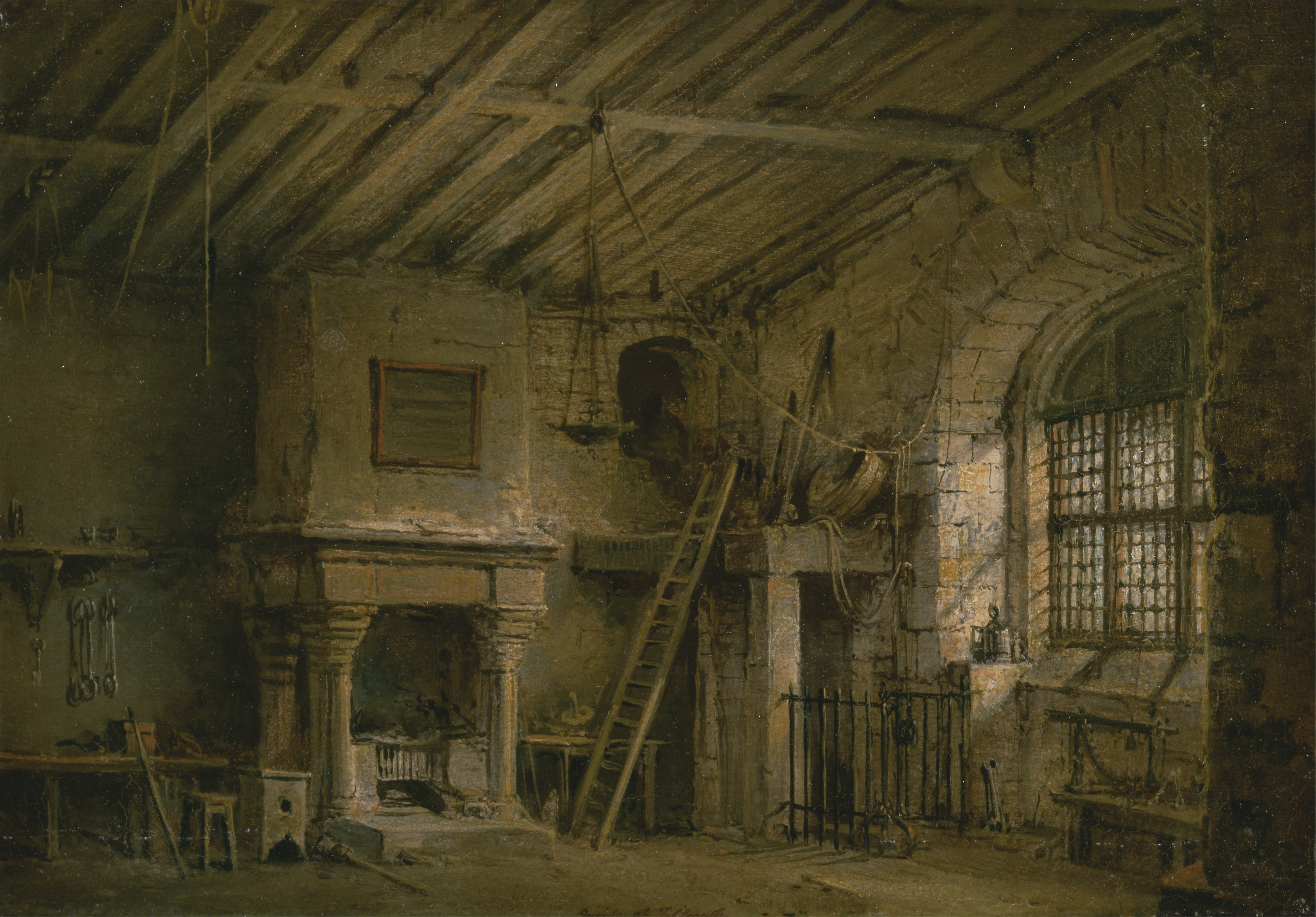
Stage Design for Heart of Midlothian; The Tolbooth (cap al 1819)
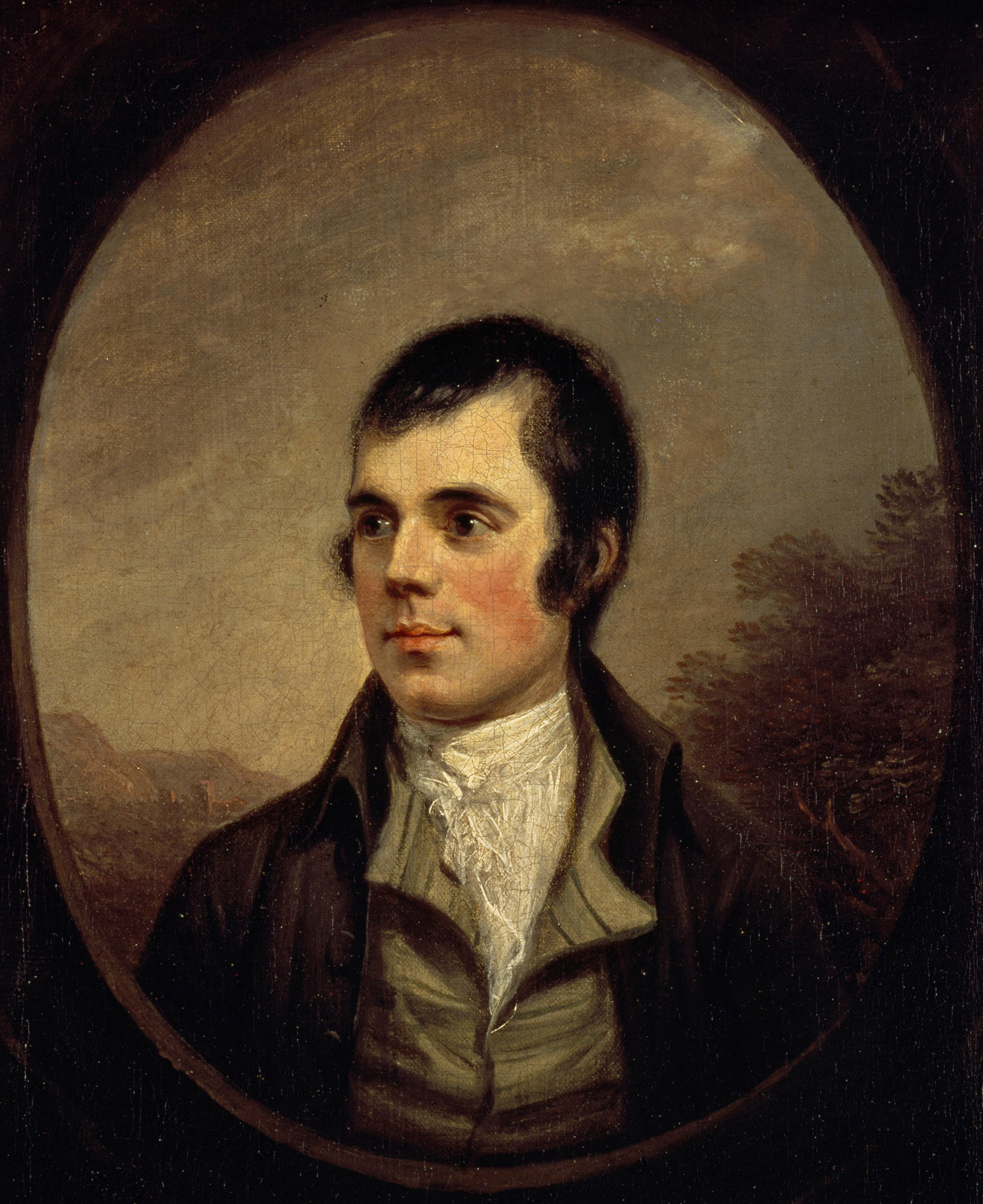
Robert Burns, 1759 - 1796. Poet 1787 (1787)
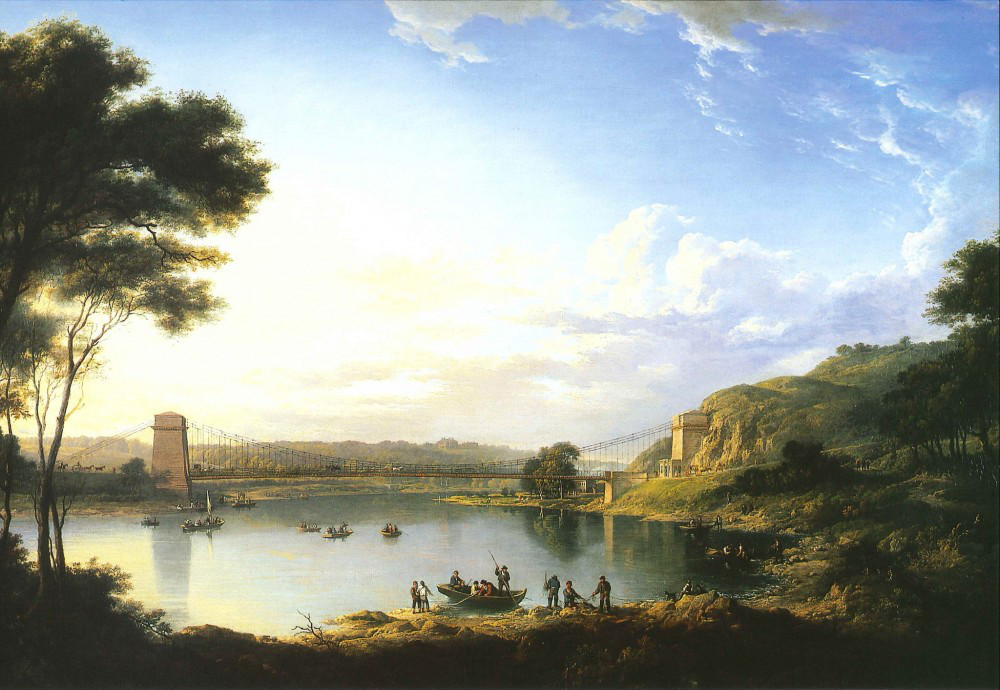
Construction of the Union Bridge over the Tweed (1819)
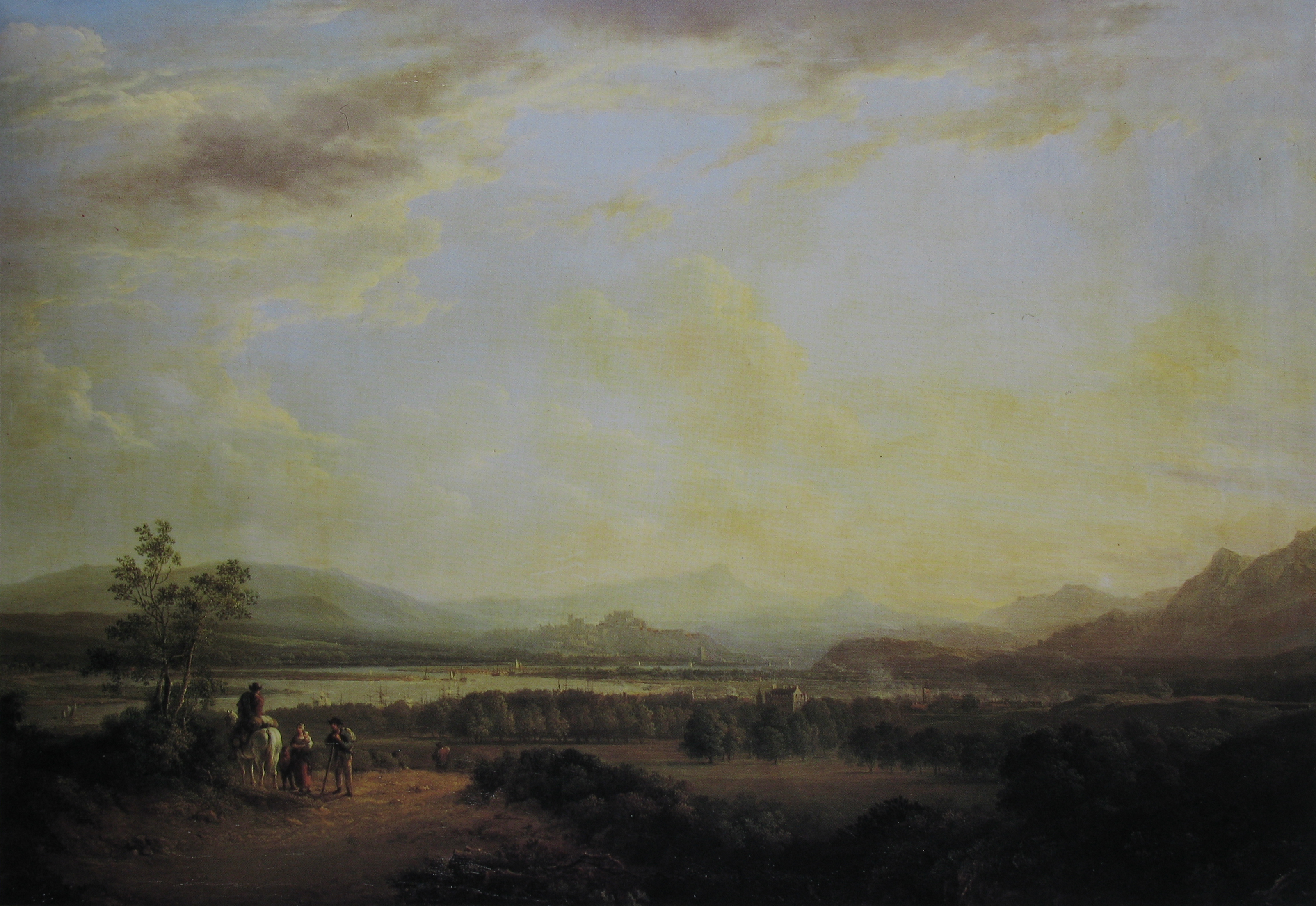
A View of the Town of Stirling on the River Forth